# Celtic Thunder
Celtic Thunder est un groupe de musique celtique  composé d'interprètes masculins irlandais qui exécutent aussi bien des numéros en solo, en duo et en groupe. Leurs concerts sont connus pour leur utilisation d'effets théâtraux recourant à l'éclairage et à la chorégraphie. Celtic Thunder débuta en août 2007 à l'université de Dublin. Depuis sa création Celtic Thunder a édité douze albums et dix DVD live. Le groupe est accompagné par le Celtic Concert Orchestra sous la direction de Phil Coulter, le directeur musical du groupe. En mars 2009, les Celtic Thunder ont ouvert le défilé de la Saint-Patrick à New-York City, et plus tard le même jour ont joué devant Barack Obama, Michelle Obama et le Taoiseach (premier ministre irlandais) Brian Cowen à la Maison Blanche. La troupe Celtic Thunder ne "tourne" qu'aux États-Unis, au Canada et en Australie, où elle  est très appréciée des descendants d'Irlandais à la recherche de leurs racines. Elle ne s'est jamais produite en Europe ni même au Royaume Uni mais les enregistrements live des DVD et les concerts de Noël sont toutefois filmés au Hélix de Dublin.

## Les membres du groupe
Les membres de Celtic Thunder sont :
- Neil Byrne (né le 16 novembre 1977) est originaire de County Wicklow en Irlande du Nord. Après avoir été guitariste et choriste dans les précédents albums, il est passé chanteur lors de l'album Heritage. Après avoir sorti des cd en solo, avec Ryan Kelly il a créé en 2012 le duo " Byrne and Kelly" qui tourne principalement et régulièrement aux États-Unis (tous les ans) mais aussi au Canada et en Australie. Leur album "Echoes"  paroles et musique composées par Neil Byrne et Ryan Kelly  (cd sorti en 2016 suivi d'un dvd + documentaire en 2017) répond parfaitement, de par les thèmes abordés, aux attentes d'un public de descendants d'Irlandais du Nouveau Monde. Le documentaire " Echoes : the Story " a reçu deux Awards au Festival du Film Indépendant et de World Music (WMIFF) de Washington le 2 février 2018 : " Meilleure musique documentaire " et " Meilleure bande-son originale."

- Emmet Cahill (18 octobre 1990) est né à Mullingar (County Westmeath) en Irlande du Nord. Il a auditionné en juin 2010 et a intégré le groupe après le départ de Paul Byrom. Après trois ans, en janvier 2013, il a annoncé sur sa page Facebook sa décision de quitter Celtic Thunder, mais  est retourné dans le groupe après la mort de Georges Donaldson, en avril 2014. Emmet Cahill mène parallèlement à ses activités dans CT une carrière de chanteur ténor avec sortie de disques à l'appui.

- Ryan J. Kelly (né le 6 novembre 1978) vient de The Moy en Irlande du Nord. Il a fait ses études à la Queen's University Belfast et en est ressorti avec un Master en Comptabilité et Gestion. Avec Neil Byrne il a créé le duo " Byrne and Kelly" (voir Neil Byrne). Il a sorti également des cd en solo. Il a reçu avec Neil Byrne deux récompenses pour le film " Echoes: the Story lors du Festival de musique du monde et du film indépendant ( Washington le 2 février 2018. L'un pour la " Meilleure musique documentaire", le second pour la " Meilleure bande-son originale".

- Damian J. McGinty, Jr. (né le 9 septembre 1992) est originaire de Derry en Irlande du Nord. Il a enregistré le premier album de Celtic Thunder alors qu'il n'avait que quatorze ans. Il a quitté le groupe pour rejoindre The Glee Project en avril 2011, où il a gagné un arc de 7 épisodes (prolongé à 16) dans la série Glee. Il est retourné à Celtic Thunder en 2016 l'année même du départ de Colm Keegan , Keith Harkin et Emmett O’Hanlon pour des carrières en solo.

## Anciens membres du groupe
- Colm Keegan (né le 2 août 1989) est originaire de Dublin. Il a rejoint le groupe en mai 2012 et l'a quitté en 2016 pour mener une carrière solo tout en enseignant la musique.

- George Donaldson (1er février 1968 - 12 mars 2014) était le membre le plus âgé du groupe et était un guitariste et flûtiste reconnu de Glasgow en Écosse. Il est décédé d'une crise cardiaque chez lui, à Glasgow, pendant son sommeil.

- Paul M. Byrom (né le 11 avril 1979) est originaire de Dublin. En plus d'avoir fait partie de Celtic Thunder il a également chanté lors d'événements importants en Irlande comme toutes les finales sportives à Croke Park. Il a également chanté devant la présidente Mary McAleese et l'Empereur du Japon Akihito. Il poursuit une carrière de ténor irlandais.

- Emmett O'Hanlon (né le 9 juillet 1991) irlandais-américain est originaire de New York. Il poursuit une carrière de chanteur d'opéra  (baryton)

- Keith R. Harkin, (né le 10 juin 1986) est originaire de Derry. Il est guitariste et a composé l'une des chansons de Celtic Thunder. Il a quitté Celtic Thunder en 2016 pour fonder son propre groupe musical.

- Michaël O'Dwyer est le dernier arrivé de la troupe, en 2016 après le départ de Keith Arkin et de Colm Keegan.

## Discographie
- Celtic Thunder, 18 mars 2008.
- Act Two, 16 septembre 2008.
- Take Me Home, 14 juillet 2009.
- It's Entertainment!, 9 février 2010.
- Christmas, 12 octobre 2010.
- Heritage, 22 février 2011.
- Storm, 20 septembre 2011.
- Voyage, 28 février 2012.
- Voyage II, 25 juin 2012.
- Mythology, 19 février 2013.
- Christmas Voices, octobre 2013.
- Islands, 2014
- The Very Best of Celtic Thunder mars 2015
- Celtic Thunder: Legacy volumes 1 et 2   2016
- Inspirational   septembre 2017
- Celtic Thunder X   2  mars 2018

## Source
- (en) Cet article est partiellement ou en totalité issu de l’article de Wikipédia en anglais intitulé « Celtic Thunder » (voir la liste des auteurs).